# Верхувен, Йерун
Йерун Верхувен (нидерл. Jeroen Verhoeven; родился 30 апреля 1980 года, Нарден) — нидерландский футболист, выступавший на позиции вратаря.
Начинал карьеру в «Волендаме» в 2003 году, где за шесть лет сыграл 181 матч. С 2009 года числился резервным голкипером в «Аяксе», а в 2012 году перешёл в «Утрехт». В августе 2015 года вернулся в «Волендам».

## Биография
Йерун Верхувен родился 30 апреля 1980 года в городе Нарден. В 1985 году в возрасте 5 лет он начал заниматься футболом в детской команде БФК из города Бюссума. Но сначала будущий вратарь играл в команде на позиции нападающего, а за забитый гол, дедушка Верхувена давал ему 1 гульден.
После того как Йерун перешёл в из возрастной группы БФК D3 в C1, он стал играть на позиции голкипера. После одного года выступлений за БФК C1, Йерун был переведён в БФК B1. Отыграв полгода за БФК B1, Верхувен получил письмо от скаута амстердамского «Аякса». В возрасте 14 лет Йерун отправился на просмотр в юношескую команду «Аякса», где тренером вратарей являлся Франс Хук. После нескольких тренировок, Йеруна в 1994 году взяли в «Аякс».
За несколько лет Верхувен поиграл за различные возрастные команды «Аякса»: B2, B1, A2 и A1. За четыре года в «Аяксе» у Йеруна сменилось несколько тренеров, среди которых был Франс Кук, Хейни Отто, Дик де Грот, Херман Борман и Ян Ольде Рикеринк. Но после того, как клуб не стал предлагать 18-летнему Верхувену контракт, то Йерун был вынужден покинуть клуб и перейти в 1998 году в «Валвейк».

## Достижения
«Волендам»
- Чемпион первого дивизиона Нидерландов: 2007/08

 «Аякс»
- Чемпион Нидерландов: 2010/11, 2011/12
- Обладатель Кубка Нидерландов: 2009/10

## Статистика выступлений
- По состоянию на 8 ноября 2014 года

| Клуб             | Сезон            | Чемпионат | Чемпионат | Плей-офф чемпионата | Плей-офф чемпионата | Кубок Нидерландов | Кубок Нидерландов | Европейские кубки | Европейские кубки | Итого | Итого |
| Клуб             | Сезон            | Игры      | Голы      | Игры                | Голы                | Игры              | Голы              | Игры              | Голы              | Игры  | Голы  |
| ---------------- | ---------------- | --------- | --------- | ------------------- | ------------------- | ----------------- | ----------------- | ----------------- | ----------------- | ----- | ----- |
| Волендам         | 2003/04          | 16        | –28       | 6                   | –15                 | 1                 | 0                 | —                 | —                 | 23    | –43   |
| Волендам         | 2004/05          | 3         | –1        | 6                   | –9                  | 0                 | 0                 | —                 | —                 | 9     | –10   |
| Волендам         | 2005/06          | 23        | –24       | 5                   | –6                  | 2                 | –4                | —                 | —                 | 30    | –34   |
| Волендам         | 2006/07          | 38        | –40       | 2                   | –6                  | 1                 | 0                 | —                 | —                 | 41    | –46   |
| Волендам         | 2007/08          | 38        | –46       | —                   | —                   | 1                 | –4                | —                 | —                 | 39    | –50   |
| Волендам         | 2008/09          | 34        | –67       | —                   | —                   | 5                 | –6                | —                 | —                 | 39    | –73   |
| Волендам         | Итого            | 152       | –206      | 19                  | –36                 | 10                | –14               | —                 | —                 | 181   | –256  |
| Аякс             | 2009/10          | 0         | 0         | —                   | —                   | 0                 | 0                 | 0                 | 0                 | 0     | 0     |
| Аякс             | 2010/11          | 3         | –4        | —                   | —                   | 1                 | –1                | 2                 | –3                | 6     | –8    |
| Аякс             | Итого            | 3         | –4        | —                   | —                   | 1                 | –1                | 2                 | –3                | 6     | –8    |
| Утрехт           | 2012/13          | 2         | –6        | 0                   | 0                   | 0                 | 0                 | —                 | —                 | 2     | –6    |
| Утрехт           | 2013/14          | 4         | –9        | —                   | —                   | 0                 | 0                 | 0                 | 0                 | 4     | –9    |
| Утрехт           | 2014/15          | 5         | –10       | —                   | —                   | 0                 | 0                 | —                 | —                 | 5     | –10   |
| Утрехт           | Итого            | 11        | –25       | 0                   | 0                   | 0                 | 0                 | 0                 | 0                 | 11    | –25   |
| Всего за карьеру | Всего за карьеру | 166       | –235      | 19                  | –36                 | 11                | –15               | 2                 | –3                | 198   | –289  |